# Łomonosow (miasto w Rosji)
Łomonosow (ros. Ломоно́сов), do 1948 r. Oranienbaum (ros. Ораниенба́ум) – miasto w Rosji, znajdujące się pod administracyjną jurysdykcją Petersburga, leżące na południowym wybrzeżu Zatoki Fińskiej. W mieście położony jest XVIII-wieczny park i kompleks pałacowy, który jako jedyny w okolicy starej stolicy rosyjskiej nie został zajęty przez Niemców w czasie II wojny światowej.
Według danych z 2010 roku miasto zamieszkuje 42 505 ludzi.
W mieście rozwinął się przemysł papierniczy oraz spożywczy.

## Historia

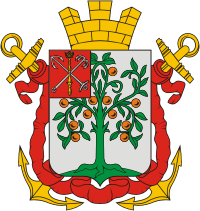
Propozycja herbu Oranienbaumu z 1859 roku

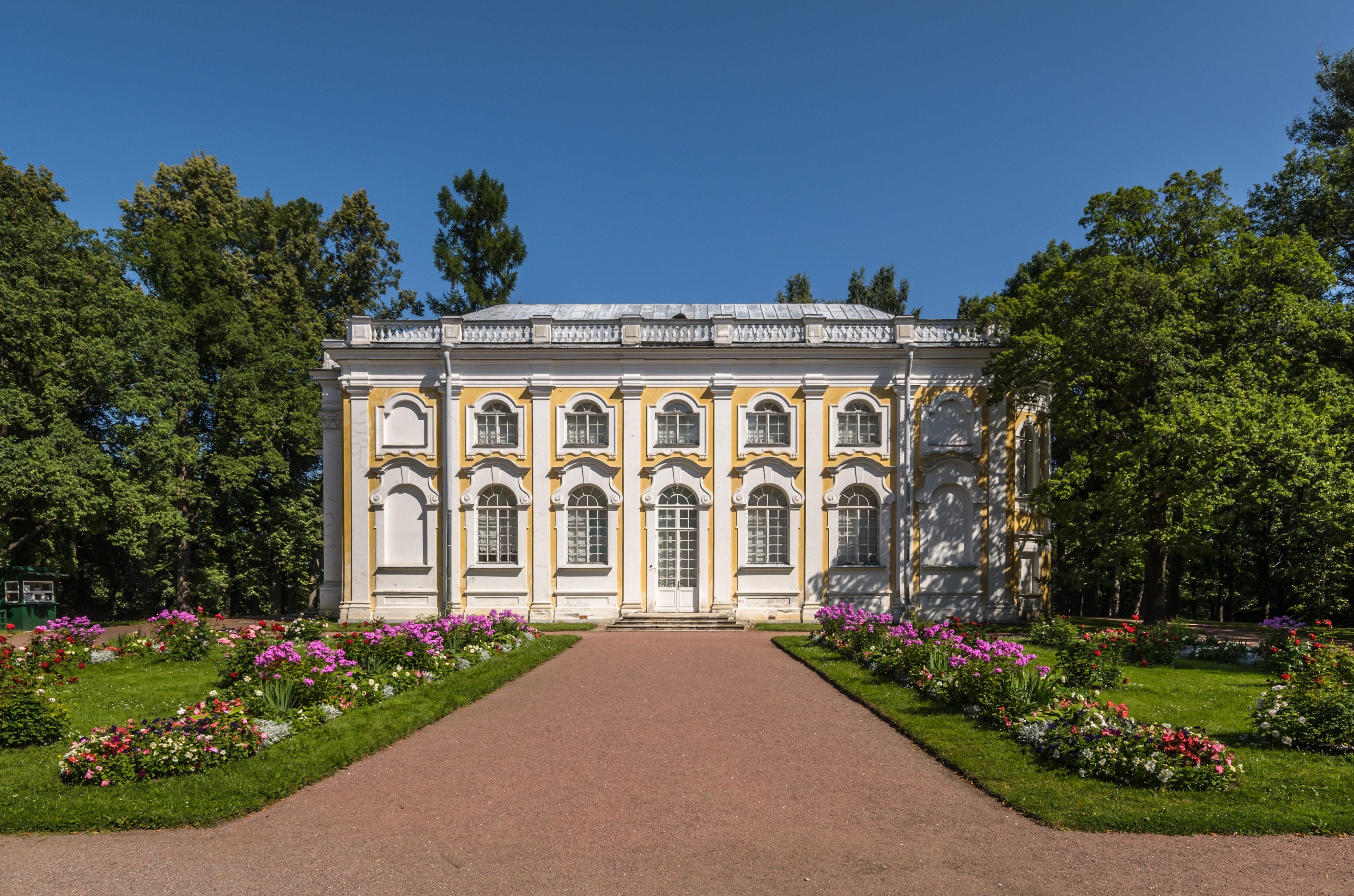
Oranienbaum, kompleks pałacowy

Pierwotna nazwa miasta, „Oranienbaum”, znaczyła w dawnym języku niemieckim „drzewko pomarańczowe”. Nazwą tą początkowo określano kompleks pałacowy, w którym znajdowała się między innymi cieplarnia z egzotycznymi roślinami. 
Teren Oranienbaumu, na którym powstał kompleks pałacowo-parkowy, został podarowany przez cara Piotra I księciu Aleksandrowi Mienszykowowi. Wielki Pałac, zaprojektowany przez architektów Giovanniego Mario Fontanę i Johanna Gottfrieda Schädla, wybudowany został w latach 1710–1725 naprzeciwko Kronsztadu, w pobliżu carskiej rezydencji Peterhof. W 1743 r. Oranienbaum stał się letnią rezydencją wielkiego księcia Piotra Fiodorowicza, późniejszego cara Piotra III. Kompleks pałacowy wraz z zabytkowym centrum miasta znajduje się na Liście światowego dziedzictwa UNESCO.
Obecna nazwa miasta upamiętnia uczonego i poetę Michaiła Łomonosowa. W 1753 r. Łomonosow założył we wsi pod Oranienbaumem hutę szkła kolorowego.
W Oranienbaumie urodził się Igor Strawinski (1882–1971), kompozytor muzyki poważnej i pianista.

## Transport
Do Łomonosowa można dojechać koleją podmiejską z petersburskiego Dworca Bałtyckiego do stacji Oranienbaum.
W północnej części Łomonosowa znajduje się port morski mający promowe połączenie z Kronsztadem.

## Miasta partnerskie
- Anacortes, WA
- Framingham, MA
- Mariehamn
- Oberursel